# Hielo aguanieve
El aguanieve, también llamado granizado, es una mezcla en suspensión de pequeños cristales de hielo (por ejemplo, nieve) y agua líquida.

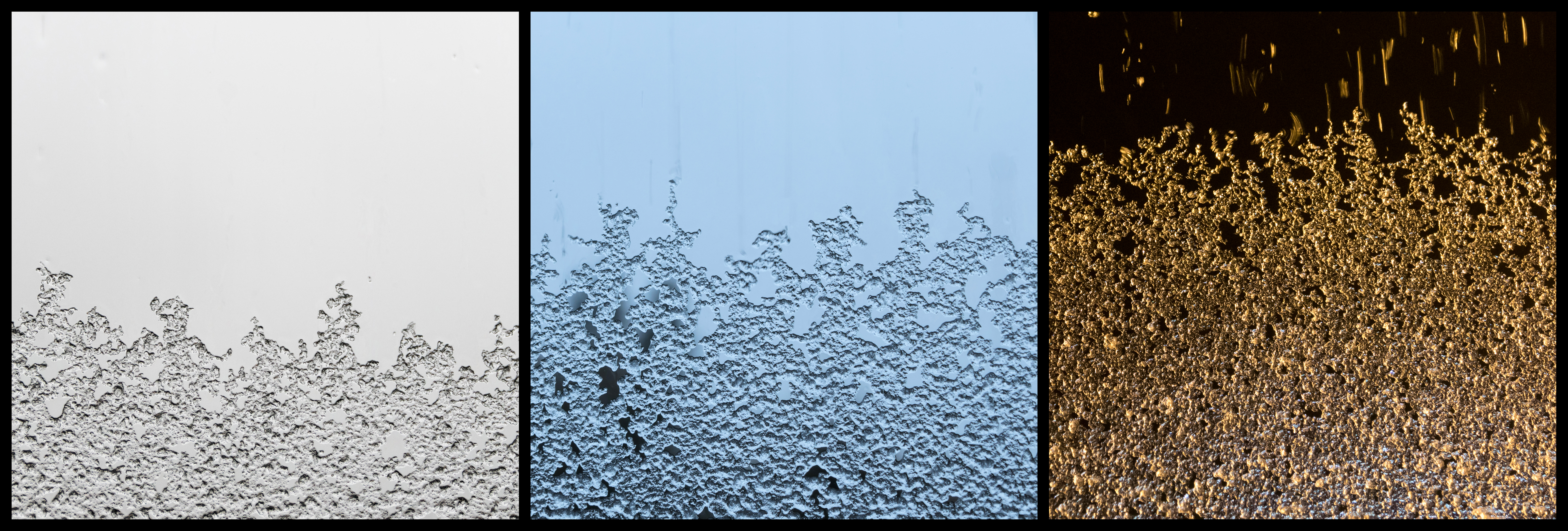
Aguanieve en una ventana en tres configuraciones de luz diferentes

En el entorno natural, se forma lodo cuando el hielo o la nieve se derriten. Esto a menudo se mezcla con suciedad y otros materiales, dando como resultado un color marrón grisáceo o fangoso. A menudo, el hielo sólido o la nieve pueden bloquear el drenaje del agua líquida de las áreas fangosas, por lo que el fango a menudo pasa por múltiples ciclos de congelación/descongelación antes de desaparecer por completo.
En áreas donde se usa sal para despejar carreteras, se forma lodo a temperaturas más bajas que las que normalmente se producirían en áreas saladas. Esto puede producir una serie de consistencias diferentes en la misma área geográfica.

## Peligros

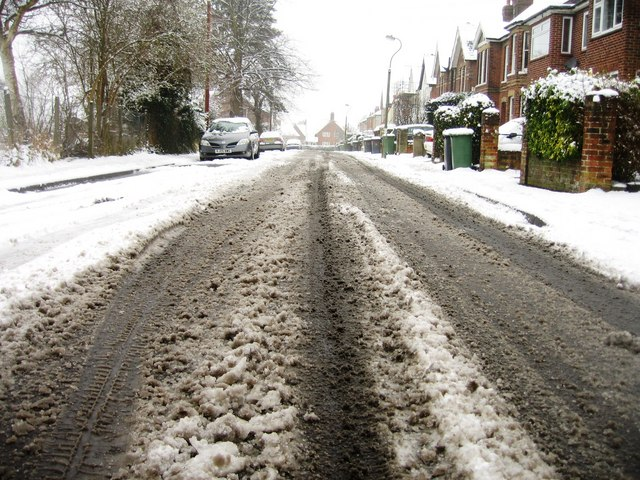
Nieve derretida en una calzada que se ha convertido en lodo en la huella de las ruedas

Debido a que el lodo se comporta como un fluido no newtoniano, lo que significa que se comporta como una masa sólida hasta que sus fuerzas de corte internas se elevan más allá de un umbral específico y más allá pueden volverse fluidas muy repentinamente, es muy difícil predecir su comportamiento. Este es el mecanismo subyacente de las avalanchas y su imprevisibilidad y, por lo tanto, el potencial oculto de convertirse en un riesgo natural.
El aguanieve también puede ser un problema en la pista de una aeronave, ya que el efecto del exceso de aguanieve que actúa sobre las ruedas del avión puede tener un efecto de resistencia durante el despegue, lo que puede provocar un accidente como el desastre aéreo de Múnich. El aguanieve en las carreteras también puede aumentar las distancias de frenado de automóviles y camiones, aumentando la posibilidad de choques por detrás y otros accidentes.
El aguanieve que se vuelve a congelar durante la noche puede convertirse en un peligroso hielo resbaladizo bajo los pies.
En algunos casos, sin embargo, el aguanieve puede ser beneficioso. Cuando la nieve golpea el aguanieve, se derrite al contacto. Esto evita que las carreteras se congestionen demasiado con nieve o aguanieve.